# Samuel Chukwueze
Samuel Chimerenka Chukwueze (ur. 22 maja 1999 w Umuahii) – nigeryjski piłkarz grający na pozycji skrzydłowego we włoskim klubie A.C. Milan oraz reprezentacji Nigerii. Brązowy medalista Pucharu Narodów Afryki 2019.

## Kariera klubowa
Zanim Chukwueze trafił do Villarrealu występował w lokalnych akademiach piłkarskich. Szkolił się w: Future Hope, New Generation Academy i Diamond Football Academy. W 2017 roku wypatrzyli go skauci z hiszpańskiego klubu. Początkowo występował w juniorskiej drużynie. Zadebiutował tam w meczu Segunda División B z CE Sabadell. 
W sezonie 2018/19 został już zgłoszony do dorosłej drużyny. Po raz pierwszy wystąpił tam w starciu z Rangers FC w Lidze Europy. Swój ligowy debiut zaliczył 5 listopada 2018 w meczu z Levante. Już w następnej kolejce zdobył swoją pierwszą bramkę przeciwko Rayo Vallecano. 
Przez pierwszy sezon występował zarówno w seniorskiej jak i juniorskiej drużynie. Od sezonu 2019/20 jest zawodnikiem tylko dorosłego zespołu. Wystąpił wówczas w 37 spotkaniach ligowych, zaliczając 3 trafienia.

## Kariera reprezentacyjna
Chukwueze pojechał na Mundial U-17 2015 wraz z reprezentacją Nigerii. Drużyna wywalczyła złoty medal, a Chukwueze trzykrotnie wpisał się na listę strzelców.
W seniorskiej drużynie zadebiutował 20 listopada 2018 roku w meczu z Ugandą. Został powołany na Puchar Narodów Afryki 2019. Na turnieju w ćwierćfinałowym meczu z RPA zdobył swoją pierwszą bramkę dla drużyny narodowej. Nigeria wywalczyła wówczas brązowy medal.
W kwietniu 2019 roku otrzymał nagrodę dla najlepszego młodego nigeryjskiego piłkarza za 2018 rok.

## Statystyki

### Klubowe
| Sezon   | Klub          | Kraj      | Rozgrywki          | Mecze | Gole |
| ------- | ------------- | --------- | ------------------ | ----- | ---- |
| 2017/18 | Villarreal B  | Hiszpania | Segunda División B | 11    | 2    |
| 2018/19 | Villarreal B  | Hiszpania | Segunda División B | 9     | 2    |
| 2018/19 | Villarreal CF | Hiszpania | Primera División   | 26    | 5    |
| 2019/20 | Villarreal CF | Hiszpania | Primera División   | 37    | 3    |
| 2020/21 | Villarreal CF | Hiszpania | Primera División   | 28    | 4    |
| 2021/22 | Villarreal CF | Hiszpania | Primera División   | 27    | 3    |

### Reprezentacyjne
| Nigeria | Nigeria | Nigeria |
| Rok     | Występy | Gole    |
| ------- | ------- | ------- |
| 2018    | 1       | 0       |
| 2019    | 12      | 2       |
| 2020    | 4       | 1       |
| 2021    | 2       | 0       |
| 2022    | 6       | 1       |
| 2023    | 5       | 1       |
| 2024    | 12      | 1       |
| 2025    | 2       | 0       |